# Compsomyces platensis
Compsomyces platensis är en svampart som beskrevs av Speg. 1917. Compsomyces platensis ingår i släktet Compsomyces och familjen Laboulbeniaceae.   Inga underarter finns listade i Catalogue of Life.